# Atherinella guatemalensis
Atherinella guatemalensis е вид лъчеперка от семейство Atherinopsidae. Видът не е застрашен от изчезване.

## Разпространение и местообитание
Разпространен е в Гватемала, Коста Рика, Мексико, Никарагуа, Панама, Салвадор и Хондурас.
Среща се на дълбочина от 1 до 1,5 m.

## Описание
На дължина достигат до 7,5 cm.